# Pasmo X

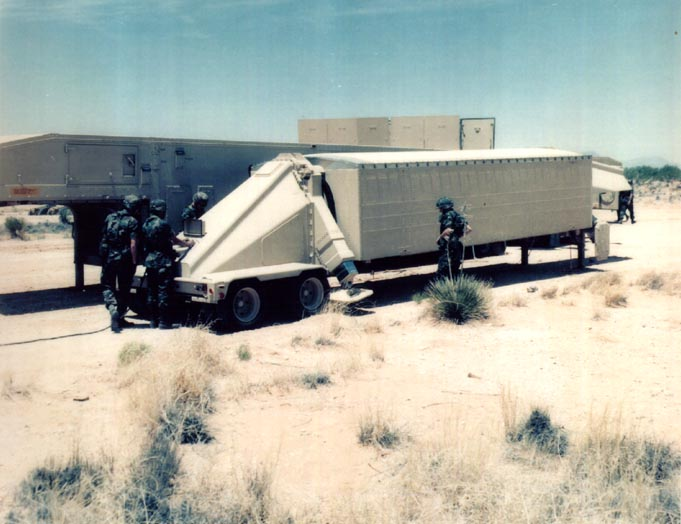
Działający w paśmie X radar AN/TPY-2

Pasmo X (ang. X band) – fragment widma fal elektromagnetycznych w zakresie promieniowania mikrofalowego o częstotliwościach od 8 do 12,5 GHz. Pasmo to jest wykorzystywane przez niektóre satelity telekomunikacyjne, oraz wojskowe radary, głównie lotniczych systemów kierowania ogniem. Pojęcie pasma X jest używane również w odniesieniu do rozszerzonego pasma AM.
W spektroskopii EPR najczęściej używaną częstotliwością mikrofalową jest właśnie pasmo X, tj. około 9,5 GHz. Niektóre źródła podają zaokrąglenie do 10 GHz. Dokładna wartość jest zależna od konstrukcji komory rezonansowej.
Systemy radarowe wykorzystujące pasmo X pracują jako impulsowe, o wiązce ciągłej, jedno- lub dwubiegunowe, z syntetyczną aperturą lub skanowaniem fazowym. Wykorzystują je zarówno instytucje cywilne do monitorowania ruchu lotniczego i morskiego, pomiaru prędkości pojazdów, a także wojskowe do śledzenia celów i naprowadzania uzbrojenia. W ostatnich czasach technologia radarów wojskowych pracujących w paśmie X bardzo dynamicznie się rozwija. Ze względu na małą długość fali możliwe jest uzyskanie obrazów radarowych o wysokich rozdzielczościach, co pozwala skutecznie rozpoznawać nawet bardzo niewielkie cele powietrzne, przede wszystkim zaś fale w pasmie X posiadają zdolność przenikania na bardzo duże wysokości.